# Convento de San Hermenegildo (Madrid)
El Convento de San Hermenegildo fue un edificio religioso ubicado en Madrid. En las cercanías de la Iglesia de San José y la Plaza del Rey, es decir en el comienzo del primer tramo de la calle Gran Vía (confluencia de Alcalá y Gran Vía). El convento de San Hermenegildo pertenecía a la congregación de la  Orden de Carmelitas Descalzos. La obra es asignada a Pedro Ribera. El convento se fundó en 1586, gracias a una autorización del cardenal arzobispo Gaspar de Quiroga y Vela conseguida por Santa Teresa de Jesús en 1580, con la intervención de Felipe II. En este convento se ordenó sacerdote Lope de Vega. El convento fue derribado en 1870, sobreviviendo la Iglesia que se reformó en la de San José. Posteriormente en su solar se edificó el Teatro Apolo y se ensanchó el espacio de la Plaza del Rey en el barrio del Barquillo.

## Historia
Se fundó por orden de Felipe II el Convento de San Hermenegildo en el año 1586 aprovechando inicialmente el solar de unas viejas casas de Ximénez Ortiz en la calle de Cataño, a espaldas de la calle mayor de Alcalá. Esta ubicación fue provisional hasta que finalmente se trasladaron al nuevo convento en diciembre de 1605. Este templo se financió con donaciones. Los nombres de los monjes que primero tomaron hábitos en el convento se encuentran recogidos en el Libro de toma de hábitos y profesiones del convento de San Hermenegildo de Madrid (1586-1644), por fray Nicolás de Jesús y María. El convento se extendía desde la calle Torres hasta Barquillo y daba vuelta por la calle de las Infantas, vía en la que un pasadizo separaba las huertas del convento de las de la Casa de las Siete Chimeneas.
La importancia de este convento en la orden de los Carmelitas Descalzos fue relativamente grande, siendo considerado uno de sus templos más significativos. El diseño del primer edificio debió ser realizado por el prestigioso arquitecto fray Alberto de la Madre de Dios, consiguiendo aquí el éxito que le catapultó como principal arquitecto del primer tercio del siglo XVII en España. Posteriormente, el edificio fue reformado en el siglo XVIII. El propio arquitecto vivió en el monasterio desde 1600 hasta 1618.
Su biblioteca pasó, tras el derribo, a cargo de la Biblioteca Nacional de España. El convento existe ya en el siglo XVII, lo que se puede comprobar en el plano de Teixeira. Entre los ilustres madrileños enterrados entre sus paredes se encontraba el padre Jerónimo Gómez de la Huerta.
En el año 1870 se derriba el convento quedando la iglesia como edificio superviviente. El convento y la huerta forman parte del ensanche de la plaza del Rey. Con el tiempo, la iglesia del convento se convierte en la de parroquia de San José. El 4 de abril de 1910 se comienzan a derribar los edificios de la zona para construir la Gran Vía.